# Fluemønstre
Fluemønstre er en slags opskrift som man bruger til at binde fluer efter, der anvendes som agn af lystfiskere, der findes mange forskellige fluemønstre og nogle er sværere en andre.